# Sinocarum
Sinocarum is een geslacht uit de schermbloemenfamilie (Apiaceae). De soorten komen voor van de Himalaya tot in zuidelijk Centraal-China en Myanmar.

## Soorten
- Sinocarum acronemifolium (C.B.Clarke) P.K.Mukh. & Constance
- Sinocarum bellum (C.B.Clarke) Pimenov & Kljuykov
- Sinocarum clarkeanum P.K.Mukh. & Constance
- Sinocarum coloratum (Diels) H.Wolff ex F.T.Pu
- Sinocarum cruciatum (Franch.) H.Wolff ex F.T.Pu
- Sinocarum digitatum (Kljuykov) Pimenov & Kljuykov
- Sinocarum dolichopodum (Diels) H.Wolff ex F.T.Pu
- Sinocarum latifoliolatum Pimenov & Kljuykov
- Sinocarum longii M.F.Watson
- Sinocarum meeboldioides Pimenov & Kljuykov
- Sinocarum muliense L.J.Gui, Yan Ping Xiao & X.J.He
- Sinocarum pauciradiatum R.H.Shan & F.T.Pu
- Sinocarum pityophilum (Diels) H.Wolff ex F.T.Pu, M.F.Watson & Holmes-Sm.
- Sinocarum pulchellum C.Norman ex M.F.Watson
- Sinocarum sikkimense (P.K.Mukh.) P.K.Mukh. & Constance
- Sinocarum staintonianum P.K.Mukh. ex Farille & Lachard
- Sinocarum wolffianum (Fedde ex H.Wolff) P.K.Mukh. & Constance
- Sinocarum woodii M.F.Watson

... · 
Aciphylla · 
Actinotus · 
Aegopodium · 
Aethusa · 
Ammi (Akkerscherm) · 
Anethum · 
Angelica (Engelwortel) · 
Anisotome · 
Anthriscus (Kervel) · 
Apium (Moerasscherm) · 
Artedia · 
Astrantia (Sterrenscherm) · 
Athamanta · 
Azorella · 
Berula · 
Bifora · 
Bunium · 
Bupleurum (Goudscherm) · 
Carum (Karwij) · 
Caucalis · 
Chaerophyllum (Ribzaad) · 
Cicuta · 
Conium · 
Conopodium · 
Coriandrum · 
Crithmum · 
Cuminum · 
Daucus · 
Eryngium (Kruisdistel) · 
Falcaria · 
Ferula · 
Foeniculum · 
Heracleum (Berenklauw) · 
Levisticum · 
Myrrhis · 
Oenanthe (Torkruid) · 
Orlaya · 
Pastinaca (Pastinaak) · 
Petroselinum (Peterselie) · 
Peucedanum (Varkenskervel) · 
Pimpinella (Bevernel) · 
Pycnocycla ·
Sanicula · 
Scandix · 
Selinum · 
Silaum · 
Sium · 
Smyrnium (Zwarte kervel) · 
Steganotaenia · 
Thapsia · 
Thaspium · 
Thecocarpus · 
Tiedemannia · 
Tilingia · 
Torilis (Doornzaad) · 
Xanthosia · 
...